# ルーク・カウワン＝ディッキー
ルーク・カウワン＝ディッキー（Luke Cowan-Dickie、1993年6月20日 - ）は、プレミアシップセール・シャークスに所属するラグビーユニオン選手。

## プロフィール
- イングランド・トゥルーロ出身。
- ポジションはフッカー(HO)。
- 身長 185cm、体重 110kg
- U20イングランド代表に選ばれたことがある[1]。
- イングランド代表キャップは31（2021年5月現在）でラグビーワールドカップ2019のイングランド代表に選ばれた[2]。
- ブリティッシュ・アンド・アイリッシュ・ライオンズに選ばれたことがある[3]。

## 略歴
2010年、エクセター・チーフスに加入。 
2023年、セール・シャークスに加入。 